# Saltriovenator
Saltriovenator („lovec z oblasti Saltrio“) byl masožravý dinosaurus (teropod) ze skupiny Ceratosauria, žijící v období rané spodní jury (geologický stupeň sinemur; asi před 197 až 195 miliony let). Žil na území dnešní severní Itálie, v oblasti Saltrio.

## Historie

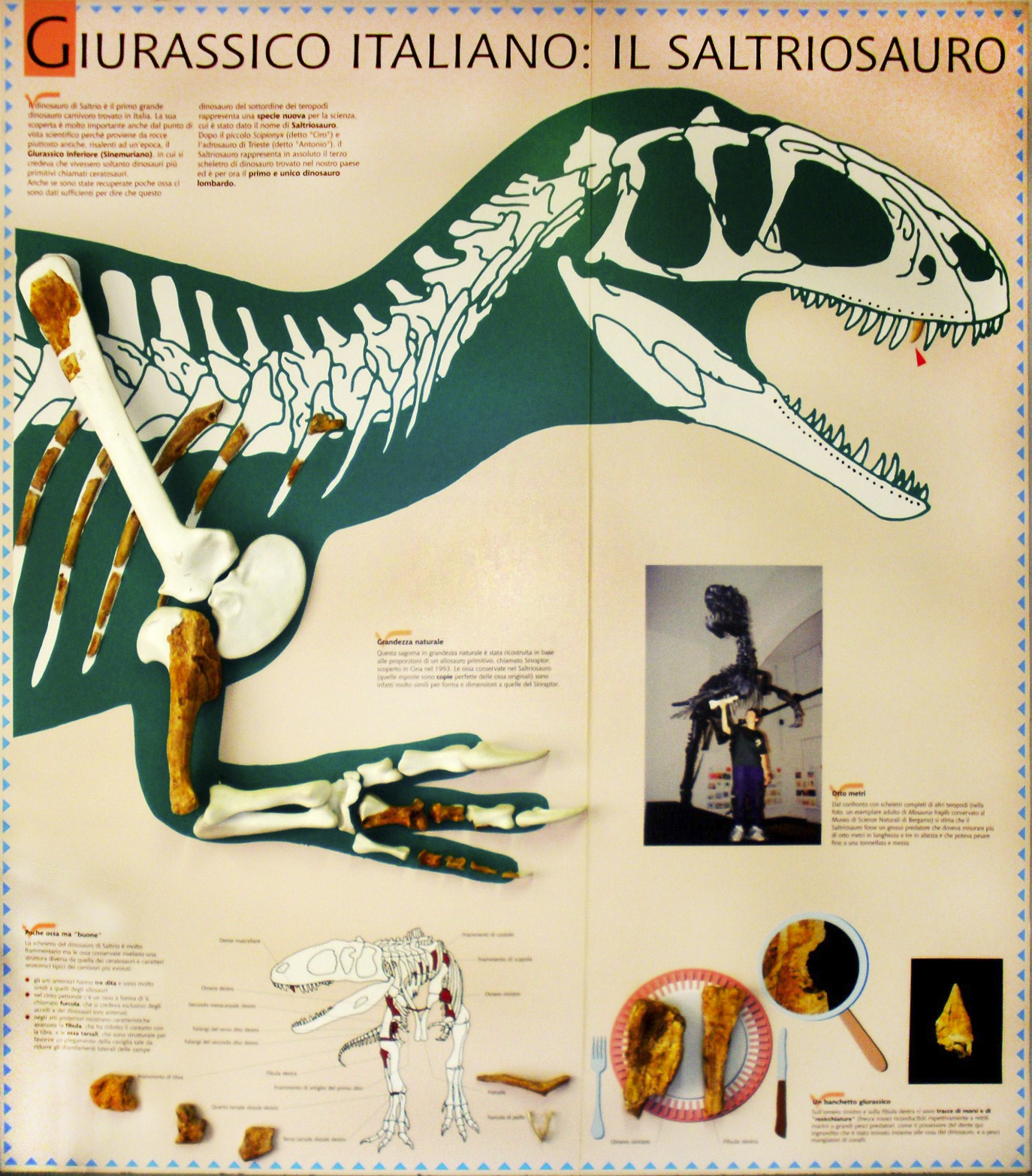
Rekonstrukce saltriovenatora podle dochovaných fosilií.

Fosilie tohoto velkého teropoda byly objeveny v jistém lomu v roce 1996 Angelem Zanellou (odtud druhové jméno). Celkově se dochovalo asi 10 % kostry dinosaura, představujících zhruba 119 kostních fragmentů (nikoliv jednotlivých kostí). Dinosaurus byl pak dlouho znám jako "Saltriosaurus", v prosinci roku 2018 jej však trojice italských paleontologů formálně popsala jako druh Saltriovenator zanellai. Jednalo se pravděpodobně o ceratosaura blízce příbuzného rodu Berberosaurus.

## Rozměry
Saltriovenator byl zřejmě největším známým teropodem z období rané jury (období před zhruba 201 až 174 miliony let). Jeho délka činila kolem 7,5 metru a hmotnost tohoto teropoda dosahovala až k 1000 kilogramům.

## V populární kultuře
V červenci roku 2021 byl u přírodovědeckého muzea v Miláně vystaven anatomicky přesný model saltriovenatora.